# Los Negros
Los Negros ist eine Landstadt im Departamento Santa Cruz im südamerikanischen Anden-Staat Bolivien.

## Lage im Nahraum
Los Negros ist bevölkerungsreichste Stadt des Municipios Pampa Grande in der Provinz Florida. Die Stadt liegt auf einer Höhe von 1684 m in einem fruchtbaren Talkessel, der sich am Zusammenfluss des Río Santa Rosa mit der Quebrada Seca gebildet hat. Benachbarte Orte sind El Pacay, La Junta und Barrio Nuevo.

## Geographie
Los Negros liegt im Übergangsbereich zwischen der Anden-Gebirgskette der Cordillera Central und dem bolivianischen Tiefland. Das Klima der Region ist semiarid warm und ausgeglichen, wegen der Höhenlage jedoch weniger heiß und schwül als im nahegelegenen Tiefland.
Die mittlere Durchschnittstemperatur der Region liegt bei 24,5 °C (siehe Klimadiagramm Pampa Grande) und schwankt nur unwesentlich zwischen 21 °C im Juli und 26 °C von November bis Januar. Der Jahresniederschlag beträgt etwa 650 mm, bei einer deutlich ausgeprägten Trockenzeit von Mai bis Oktober mit Monatsniederschlägen unter 20 mm, und einer kurzen Feuchtezeit von Dezember bis Februar mit 100 bis 120 mm Monatsniederschlag.

## Verkehrsnetz
Los Negros liegt in einer Entfernung von 171 Straßenkilometern südwestlich der Departamento-Hauptstadt Santa Cruz zwischen den Städten Mairana und Pampa Grande.
Durch Los Negros führt die 488 Kilometer lange Nationalstraße Ruta 7, welche die beiden Metropolen Santa Cruz und Cochabamba verbindet. Die asphaltierte Ruta 7 führt von Santa Cruz aus über La Guardia und La Angostura nach Samaipata und dann weiter über Mairana nach Los Negros. Westlich von Los Negros setzt sich die Straße fort über Mataral, Comarapa und Epizana nach Sacaba und Cochabamba.

## Bevölkerung
Die Einwohnerzahl der Ortschaft ist in den vergangenen beiden Jahrzehnten auf mehr als das Doppelte angestiegen:
| Jahr | Einwohner | Quelle       |
| ---- | --------- | ------------ |
| 1992 | 1 684     | Volkszählung |
| 2001 | 2 621     | Volkszählung |
| 2012 | 3 572     | Volkszählung |
| 2024 |           | Volkszählung |

Die Region weist einen gewissen Anteil an Quechua-Bevölkerung auf, im Municipio Pampa Grande sprechen 26,3 Prozent der Bevölkerung Quechua.